# Jardín botánico de Migas Calientes
El jardín botánico del Soto de Migas-Calientes fue un jardín botánico de la ciudad española de Madrid, fundado en 1755 y que duró hasta 1780, puesto que hasta 1781 no fue inaugurado el que le sustituyó en el paseo del Prado.

## Historia
Levantado sobre un jardín previo, era una instalación modesta y en ella se dio comienzo a la enseñanza de la Botánica en mayo de 1757, bajo la dirección de los profesores José Quer y Juan Minuart. Las doctrinas de Tournefort y la respectiva clasificación se difundieron entonces en España, mediante su estudio teórico y práctico en una escuela hábilmente dirigida, predominando naturalmente la influencia de Quer hasta el año 1764 en que falleció. Le sucedió Miguel Barnades, educado en Montpellier e iniciado en los principios reformadores de Linneo, cuyo sistema dio a conocer sin apartarse enteramente de las antiguas ideas. Barnades murió en 1771, y tres años  antes, o sea en 1768, había fallecido también Minuart, cuya plaza de segundo profesor no fue inmediatamente provista, aunque sí la de primero. Esta última la ocupó Casimiro Gómez Ortega en el mismo año 1771, y finalmente, en 1773, obtuvo la de segundo Antonio Palau.
Miguel Colmeiro no fue capaz de determinar el número de las plantas que se cultivaban en el jardín botánico del Soto de Migas-Calientes; pero sí el de las sembradas en los últimos años de su existencia, que según el botánico podría considerarse terminada hacia 1778, pues las plantas fueron trasladadas sucesivamente en los años 1779 y 1780 al nuevo jardín botánico establecido en el Prado. Aunque en el índice, impreso en 1772, aparecen sembradas unas seiscientas cincuenta especies, siendo españolas más de la mitad, se aumentó el número total en los años sucesivos, según lo acreditaban los catálogos manuscritos que se conservaban, y que se correspondían con los años 1775, 1776, 1777 y 1778. Las siembras oscilaron entre mil doscientas y mil quinientas especies. Según Colmeiro, el jardín de Migas-Calientes tenía relaciones con los de Bolonia —donde había estudiado Gómez Ortega—, París, Leiden —constando alguna remesa de semillas hecha por Van Royen— y Ámsterdam —gracias a la intervención de Jordán de Asso, que desempeñó allí una misión oficial—. Existían ya activos correspondientes en varias provincias de la península, que remitían semillas de plantas espontáneas, y algunas se recibían de la América española y de las colonias inglesas.
El herbario y la biblioteca del primitivo jardín botánico eran poco numerosos, según puede juzgarse por antiguos documentos que correspondían a la época de la traslación, según Colmeiro. El primer herbario se habría compuesto de dos mil especies escasamente, y estaba dispuesto conforme a la clasificación de Tournefort; pero los profesores posteriores a Quer empezaron a formar nuevas colecciones, ordenadas y denominadas según el sistema de Linneo. La biblioteca en 1781 no excedía de modesta, compuesta de unos doscientos cincuenta volúmenes y, aun después de agregados los libros de Quer, que fueron escogidos y adquiridos por su importancia, quizá no pasara de mil el total de los volúmenes.